# Боби Дерън
Уолдън Робърт Касото (на английски: Walden Robert Cassotto), познат с артистичния си псевдоним Боби Дерън (Bobby Darin), е американски певец, музикант, композитор и актьор от италиански произход.
Той е сред най-популярните американски изпълнители на рокендрол, джаз, блус, поп, суинг и кънтри в периода от началото на 1956 до края на 1971 г. Играе поддържащи роли в няколко филма и създава собствено телевизионно шоу.

## Биография
Роден е в Бронкс, Ню Йорк, като извънбрачно дете на Ванина Джулиът „Нина“ Касото и баща, който умира преди раждането му. За да избегнат скандала, майка му и бабата Поли решават да го представят като син на Поли и по-малък брат на Нина. Баба му (която той счита за майка) го учи да пее и танцува, но на 8-годишна възраст той е диагностициран с остра ревматична треска и лекарят прогнозира, че детето ще е късметлия, ако доживее до шестнадесетгодишна възраст. Болестта го амбицира в максимална степен да изгради успешна кариера за краткия си живот. Хроничните инфекциозни огнища на болестта нанасят поражения на сърцето, което става основната причина за кончината му на 37 години по време на операция. Той е доста добър ученик и завършва престижна гимназия в Бронкс, а след това и колеж в Манхатън.
За артистичното име на Боби Дерън има само непотвърдени сведения. Според доста известни таблоиди за времето си, съществува версия, че си го е избрал на случаен принцип от телефонен указател. Жени се за Сандра Дий (Sandra Dee) през 1961 година, като малко по-късно им се ражда син Дод Митчел Дарин , който е по-известен като Морган Митчел Дарин. Развежда се през 1967 година и през юни 1972 година Боби Дарин се жени за Андреа Джой Игър (Дарин) , с която се развежда преди смъртта си през 1973 г. 

## Музикална кариера
През 1956 година Боби Дарин сключва договор с компанията Decca Records, където се запознава с певицата Кони Френсис (Connie Francis) и преживява с нея небезизвестен любовен роман по време на музикално им сътрудничество. През 1958 година в резултат на договора му с Atlantic Records той пише музика и за други изпълнители, а през лятото на същата година песента Splish Splash  се превръща в химн на тогавашните американски тийнейджъри. През август тя достига до трето място в музикалните класации, а записът е продаден в над един милион копия.
До 1962 година той записва редица песни, превърнали се в реликви за това време. Част от тях са: Dream Lover, Mack the Knife, Beyond the Sea, A True True Love, If A Man Answers, Eighteen Yellow Roses и други. Най-забележителните му песни, достигнали легендарна световна популярност, са "Мак „Ножът“" („Mack the Knife“, негов аранжимент на популярната кабаретна песен от 1928 г. „Die Moritat von Mackie Messer“, композирана от Курт Вайл по текст на Бертолт Брехт за неговата популярна оперета „Опера за три гроша“) и неговата версия на „Отвъд морето“ („Beyond the Sea“, написана от Джак Лорънс през 1946 г., основана на „Морето“ („La mer“) на французина Шарл Трене, на свой ред заимствана от „Сърце и душа“ („Heart and Soul“), композирана от Хоуги Кармайкъл и изпята от Лари Клинтън през 1938 г.). От 1962 година до 1966 година певецът има договор с Capitol Records, а през 1967 подписва с Atlantic Records. След известно време Боби Дерън сключва контракт с Motown Records и започва да свири в големите казина в Лас Вегас и Нюйоркския нощен клуб „Копакабана“. Критиците отразяват в пресата този период като застой и повратна точка в кариерата му.
След известно време Боби Дерън се появява отново, но в телевизията, и там работи интензивно за Робърт Кенеди по време на президентската му кампания през 1968 година. Президентът дори не се опитва да скрие от обществото чисто приятелското си и почитателско отношение към певеца в съвместните им пътувания из страната в този период. По-късно, твърдейки, че е имал мистично-религиозно преживяване по време на опелото на Кенеди, Боби Дерън продава имота си и през 1969 година се премества в Лос Анжелис Калифорния. След повече от година по-късно той се появява отново, за да започне свои собствени записи като сключва контракт с Direction Records. Певецът записва песента Simple Song of Freedom, която става особено популярна, според него като „бурните аспекти на съвременното общество“. В периода от 1970 до 1971 година той продължава да записва много нови песни в Motown records, като някои от тях стават хитове в американските класации и в продажбата на синглите им е отбелязан значителен ръст. 

## Филмова и ТВ кариера
Филмовата му кариера започва с подписването на договори през 1960 година с пет Холивудски студия, където пише музиката на много от филмите, в които самият той играе. По време на снимките на романтичната комедия „Ела септември“ Боби Дерън се запознава с бъдещата си съпруга 18-годишната актриса Сандра Дий ((на английски: Sandra Dee)). Негови партньори във филма са Рок Хъдзън и Джина Лолобриджида. През 1962 година той се снима в четири филма, като по-известни от тях са: „Твърде късен блус“  и „Адът е за героите“. На 36-ата церемония по връчването на филмовите награди Оскар, която се провежда на 13 април 1963 година, той дори е номиниран в категорията „Най-добра поддържаща мъжка роля“ във филма „Капитан Нюман“. Награда получава и песента Beyond the Sea на филмовия кинофестивал в Кан, която вече е хит. Тя му донася очаквана световно признание, а той е награден с „френската филмова награда на критиката“.
През 1972 година открива собствено телевизионно шоу в NBC, с името The Bobby Darin Amusement Company. Боби Дерън изиграва огромна роля в откриването на нови млади таланти (артисти и певци), като Ричард Прайър, Флип Уилсън и Уейн Нютън.

## Смърт
Боби Дерън умира на 20 декември 1973 година на 37 години на операционната маса в болница Cedars-Sinai_Medical_Center Cedars of Lebanon Hospital в Лос Анжелис, а целта на операцията е била смяна на увредената му сърдечна клапа. Тялото след смъртта е дарено от близките му на Ronald Reagan UCLA Medical Center за научно–изследователски цели.

## Признание
- През 1999 година името на Боби Дерън е записано в Залата на славата на рокендрола в САЩ като автор на песни.
- През 2003 година в телевизионното ТВ шоу „Американски мечти“ (American Dreams TV Show) на телевизия NBC от 1-ви сезон в епизод 19 Дънкан Шейк, пресъздавайки образа на Боби Дерън, изпява песента Отвъд морето в негова памет.
- През 2004 година на международния кинофестивал, проведен в град Торонто в Канада се е състояла и премиерата на биографичния филм за Боби Дерън Отвъд морето, в който актьорът Кевин Спейси пресъздава образа на певеца.
- На 14 май 2007 година е открита звезда с името на Боби Дерън на Холивудска Алея на славата в САЩ и е удостоен с включване на името му в 2500-те най-успешни актьори от 20 век за приноса му в развлекателната индустрия.
- На 13 декември 2009 година му е присъдена награда за цялостен принос като певец, музикант, композитор и актьор.
- На 30 януари 2010 година по време на 52-рите телевизионни годишни награди Грами проведени в Стейпълс център в Лос Анджелис Калифорния „The National Academy of Recording Arts and Sciences Academy“ отличава Боби Дерън с награда за цялостен творчески принос с изключително художествено значение. Дод Дерън приема наградата от името на баща си.
- На 3 април 2016 година се е състояла премиерата на мюзикъла The Bobby Darin Story Dream Lover Архив на оригинала от 2016-06-30 в Wayback Machine. който разкрива незабравими мигове от невероятния живот на легендарния американски певец, автор на песни и актьор Боби Дерън.

## Дискография
- Това е всичко / That's All (1959)
- Това е Дерън / This is Darin (1960)
- Дерън на Копа / Darin at the Copa (1960)
- Само за тийнейджъри / For Teenagers Only (1960)
- Двама от един тип / Two of a Kind (1961)
- Любовни люлки / Love Swings (1961)
- Боби Дерън пее Рей Чарлз / Bobby Darin Sings Ray Charles (1962)
- O! Виж ме сега / Oh! Look At Me Now (1962)
- Ти си причината да живея / You're the Reason I'm Living (1963)
- Това ти ли си или никой / It's You or No One (1963)
- 18 жълти рози / 18 Yellow Roses (1963)
- Златни народни хитове / Golden Folk Hits (1963)
- Победителите / Winners (1964)
- Здравей Доли, сбогом Чарли / Hello Dolly To Goodbye Charlie (1964)
- Ако бях Карпентър / If I Were a Carpenter (1966)
- Наопаки / Inside Out (1967)
- Боби Дерън пее Доктор Дулитъл / Bobby Darin Sings Doctor Dolittle (1967)
- На живо!В хана на пустинята / Live! At the Desert Inn (1971)

## Филмография
- Пепе / Pepe (1960)
- Ела септември / Come September (1961)
- Твърде късен блус / Too Late Blues (1962)
- Държавен панаир / State Fair (1962)
- Адът е за героите / Hell Is for Heroes (1962)
- Ако човек отговори / If a Man Answers (1962)
- Точка на налягане / Pressure Point (1962)
- Капитан Нюман / Captain Newman, M.D. (1963)
- Това е странно чувство / That Funny Feeling (1965)
- Справедливост в Абълин / Gunfight In Abilene (1967)
- Непознат в къщи / Stranger in the House (1967)
- Щастлив край / Happy Ending (1969)
- Честит Ден на майката, с любов Джордж / Happy Mother’s Day, Love George (1973)

## Книги
- Аз и Боби Дерън / Me and Bobby Darin
- Боби Дерън Песнопойка / Bobby Darin Songbook
- Съня на влюбените / Dream Lovers
- Римски свещи / Roman Candle
- Животът на Боби Дерън / The Life of Bobby Darin
- Bobby Darin[неработеща препратка]
- Това е всичко / That's All
- Наръчник на слушателя / A Listener's Guide